# Лей Фен
Лей Фен (кит. трад. 雷鋒, спр. 雷锋, піньїнь: Léi Fēng; 18 грудня 1940 — 15 серпня 1962) — китайський сирота, вихований Народно-визвольною армією Китаю, «безіменний герой», життєвий подвиг якого повністю полягав у безкорисливій допомозі старшим товаришам, селянам і людям похилого віку.
Посмертно прославлений китайською пропагандою як зразок бездоганного альтруїзму й вірності комуністичним ідеалам, приклад для виховання молоді.
Реальність Лей Фена зараз піддають глибоким сумнівам; поширена думка, що він — лише створений пропагандою образ.

## Офіційна біографія

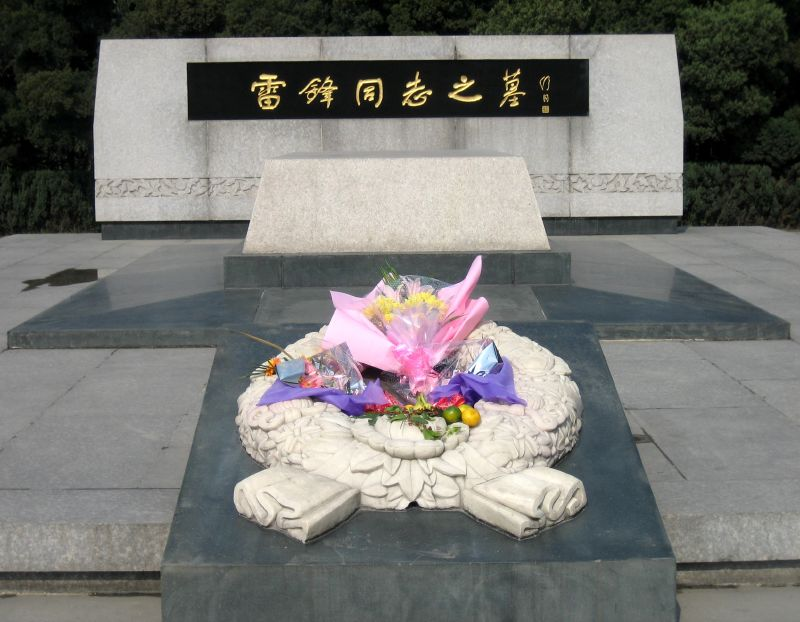
Меморіал Лей Фена в місті Фушунь

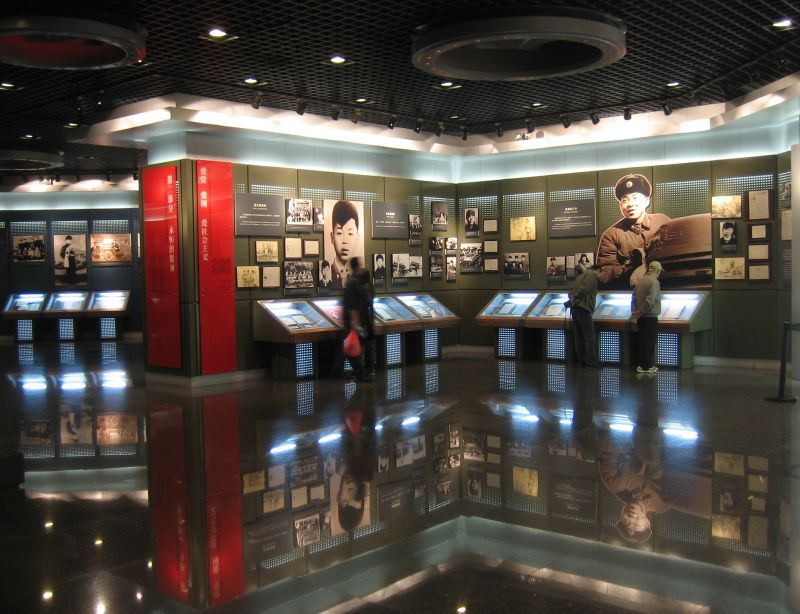
Експозиція музею Лей Фена (Фушунь)

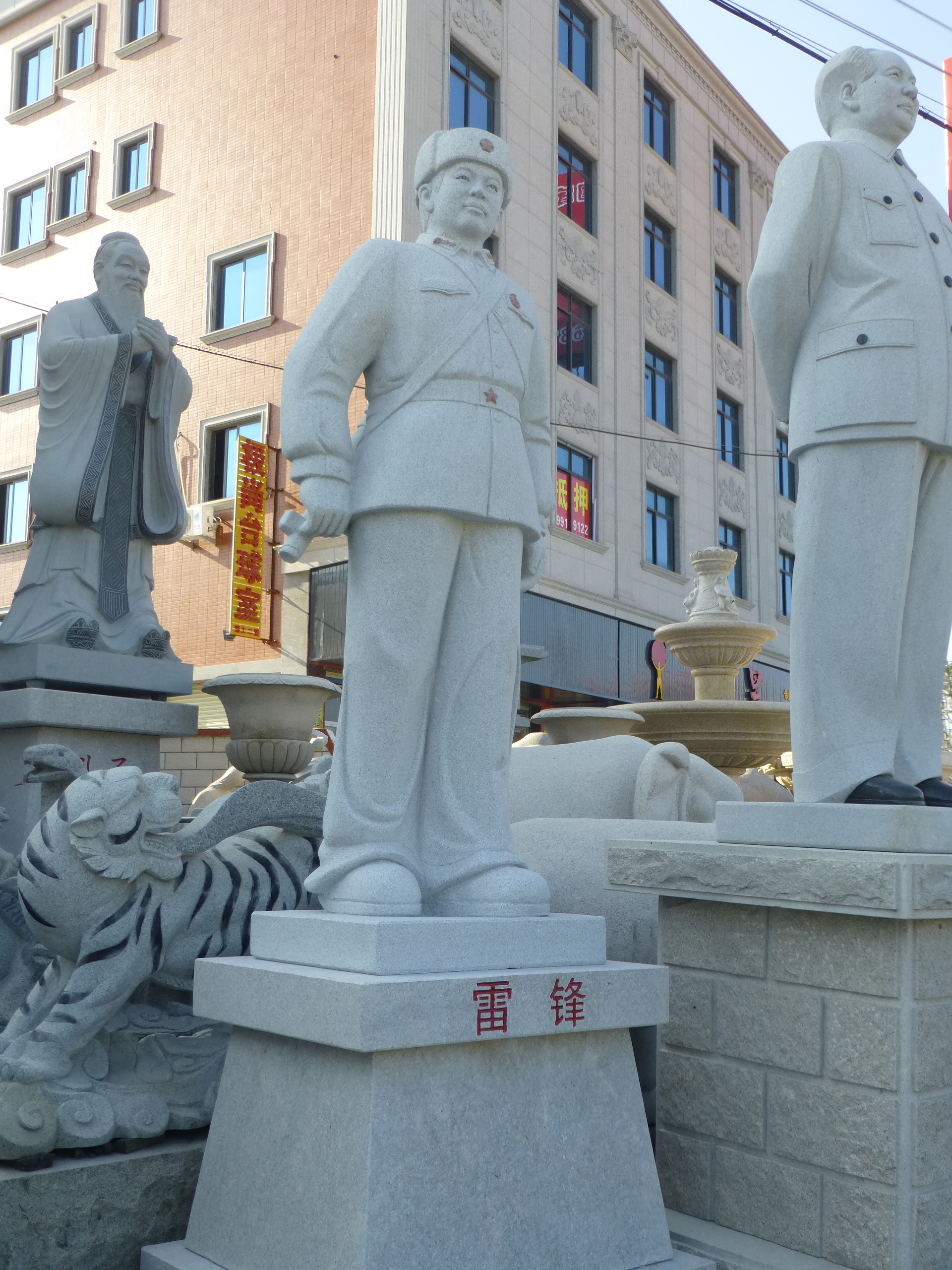
Статуї Конфуція, Лей Фена і Мао Цзедуна — продукція каменерізної фабрики в повіті Хойань

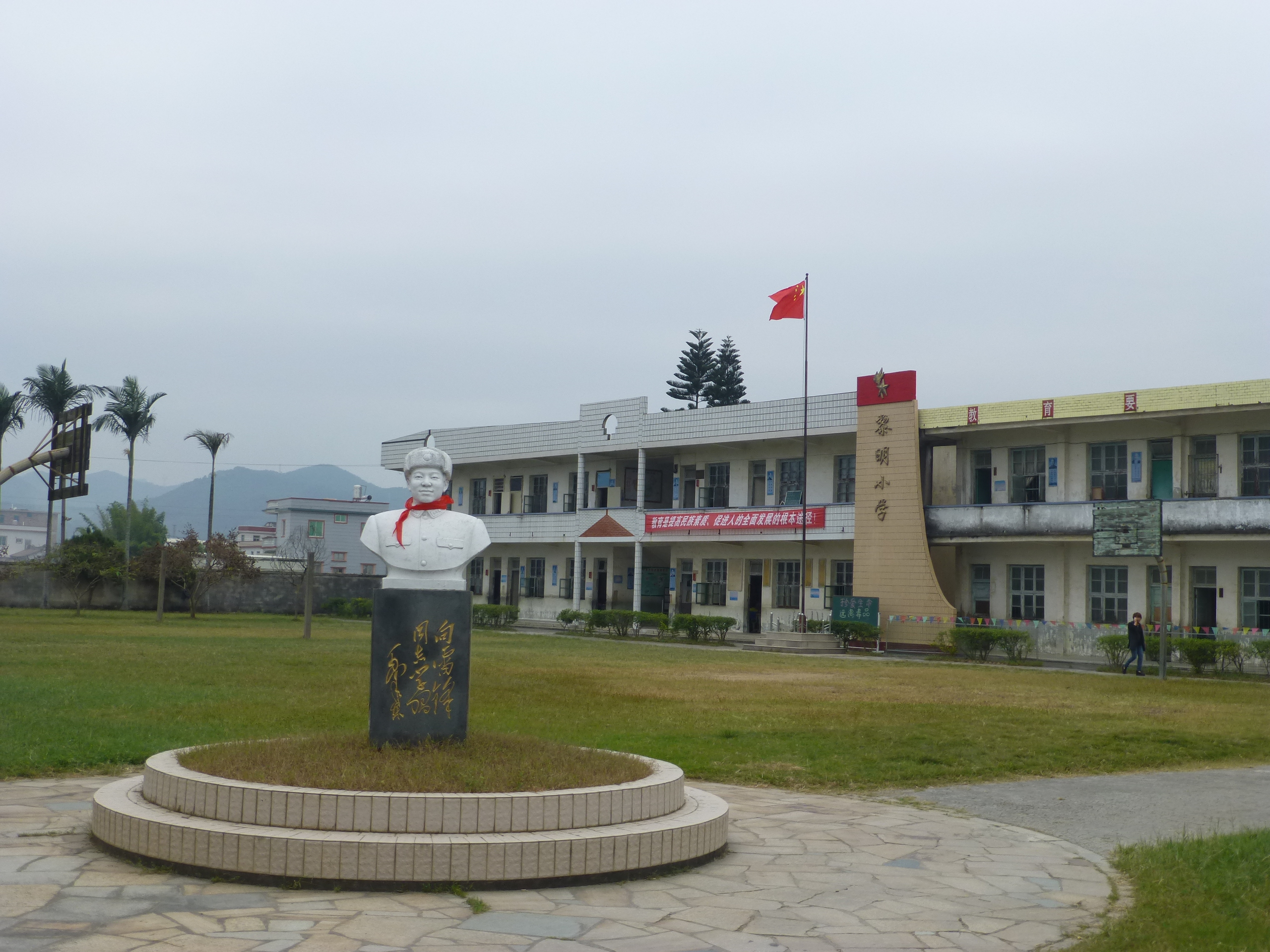
Бюст Лей Фена у дворі початкової школи (місто Лунхай, Фуцзянь)

Лей Фен народився в бідній селянській родині в повіті Чанша (територія сучасного району Ванчен) провінції Хунань. Під час японсько-китайської війни батьки, які брали участь в опорі окупантам, були вбиті, Лей Фен і ще шестеро дітей залишилися сиротами.
Після звільнення провінції його підібрали солдати НВАК. 1949 року зарахований до дитячого корпусу.
1954 року став піонером. 8 лютого 1957 року вступив до Китайського комуністичного союзу молоді.
Працюючи на об'єктах народного господарства, показав себе зразковим робітником, передовиком виробництва і активістом соціалістичного будівництва.
У січні 1960 році призваний в НВАК і листопаді того ж року прийнятий у Комуністичну партію Китаю.
Оскільки мав 4 класи освіти, призначений на посаду молодшого командира автомобільного підрозділу. Неодноразово заохочуваний за зразкове несення служби, дбайливе поводження з довіреним військовим майном, навчання солдатів професії водія.
Весь вільний час він присвячував наданню будь-якої можливої допомоги своїм товаришам, місцевому населенню, роботі зі школярами, віддавав нужденним свої особисті накопичення, оскільки щиро вважав найбільшим щастям присвятити життя служінню людям.
15 серпня 1962 року, перебуваючи з підрозділом у місті Фушунь провінції Ляонін, внаслідок нещасного випадку в автопарку сержант Лей Фен отримав важку травму голови, від наслідків якої помер у віці 21 року.
Після смерті виявлено особистий щоденник Лей Фена, сповнений слів подяки і клятв у вірності «партії-матері», яка виховала його.

## Образ героя
Через деякий час після загибелі Лей Фена група молоді звернулася до керівництва країни і партії з листом, що містив розповідь про молодого комуніста і про позитивний вплив, який за своє недовге життя він справив на людей як в армійському колективі, так і за його межами.
2 березня 1963 року в молодіжній газеті «Чжунго ціннянь бао» вперше опубліковано слова голови КПК Мао Цзедуна: «Вчіться у товариша Лей Фена».
5 березня 1963 року цей заклик, підтриманий керівниками держави, миттєво перетворився на гасло і був передрукований центральною газетою «Женьмінь жибао» та іншими періодичними виданнями, що викликало масовий відгук по всій країні, яка потребувала нового героя — простої людини — після провалу політики Великого Стрибка.
Ідеалізований образ Лей Фена, створений в епоху Культурної революції, донині використовують у патріотичному вихованні дітей та молоді КНР. Хоча зміни політичної та економічної обстановки, що відбулися з 1960-х років, вже не дозволяють безумовно вважати його прикладом для наслідування, Цзян Цземінь у своєму виступі 5 березня 1990 року закликав співгромадян і далі вчитися у Лей Фена, переносити його дух на будівництво соціалізму з китайською специфікою.
В Китаї ім'я героя стало загальною назвою: людину, яка безкорисливо служить суспільству, називають «живим Лей Феном».

## Сумніви в історичності
Подробиці життя Лей Фена, наведені в офіційній пропагандистській кампанії, спірні. Тоді як хтось на ім'я Лей Фен, можливо, існував, вчені в цілому вважають, що людина, зображена в кампанії, майже напевно є фабрикацією. Деякі спостерігачі відзначили, наприклад, що пропаганда подає колекцію з дванадцяти фотографій «Лей Фена, Який робить добрі справи». Фотографії, зроблені дуже професійно, зображували Лея, який за офіційною версією був звичайним, не знаменитим молодим чоловіком, що робить повсякденні справи. В есе 1977 року Сьюзен Зонтаґ зазначила, що ці фотографії «добрих справ Лей Фена» «зображують сцени, при яких, очевидно, не міг бути присутнім фотограф».
Розхвалені офіційною пропагандою подробиці життя Лей Фена зробили його предметом насмішок і цинізму з боку окремих верств китайського населення. Джон Фрейзер згадував: «Будь-який китаєць, з яким я коли-небудь говорив за межами офіційних заходів, завжди пирхав при згадці Лей Фена». В інтерв'ю 2012 року в «New York Review of Books» Китайський дисидент і блогер Жань Юньфей відзначив моральні та освітні наслідки кампанії Лей Фена, а саме контрпродуктивний характер подання чесноти за допомогою сфабрикованого персонажа.
Опитування 2008 року, проведене агентством Сіньхуа, показало, що багато учнів початкової школи мають невиразні знання про життя Лей Фена, а 68 відсотків опитаних не читали щоденника Лей Фена.